# Pedro de Mendonça Furtado
Pedro de Mendonça Furtado (1592 - 1652) foi um nobre português.

## Biografia
Foi o 5.º Alcaide-Mor do Castelo de Mourão na sua família, Alcaide-Mor do Castelo de Santiago do Cacém e Comendador de Santiago do Cacém na Ordem de Santiago, Comendador de São Vicente de Vila Franca de Xira, Senhor do Morgado dos Pantoja e da Casa dos de Almada-de Abranches Mestres-Sala do Rei, Lugar-Tenente do Príncipe D. Afonso (futuro Rei D. Afonso VI de Portugal), Comendador-Mor da Ordem de Santiago e Guarda-Mor de D. João IV de Portugal.
Foi um dos principais "40 Conjurados", que ajudou a convencer o Duque de Bragança a aceitar a Coroa de Portugal. contra o domínio filipino. E sua presença consta no 1.º "Auto do Levantamento e Juramento d' El-Rei Dom João IV" (de fidelidade) realizado no dia 15 de Dezembro de 1640, já com as funções de guarda-mor e assim como no seguinte, solenemente confirmando-o, em 28 de Janeiro de 1641

## Dados genealógicos[1]
Filho de: 
- Francisco de Mendonça Furtado, 4.º Alcaide-Mor do Castelo de Mourão na sua família, Comendador de São Pedro de Pinhel, Governador e Capitão-General de Mazagão, filho de Diogo de Mendonça de Lima, 3.º Alcaide-Mor do Castelo de Mourão na sua família, neto materno de D. Leonel de Lima, 1.º Visconde de Vila Nova de Cerveira, e de sua mulher D. Filipa da Cunha, filha do 3.º Senhor de Pombeiro, e de sua mulher e prima-irmã D. Mayor Manuel de Villena, filha do 3.º Senhor de Cheles, ele sobrinho paterno e ela sobrinha materna de Cristóvão de Mendonça
- D. Joana de Noronha, filha de D. Pedro de Abranches, Mestre-Sala de D. João III, Embaixador a D. Carlos I de Espanha, Comendador de Ansiães, filho de D. Álvaro de Abranches e de sua mulher Joana de Melo, chamada também Joana Pereira ou Joana da Cunha, e de sua mulher Brites de Noronha, filha herdeira de Pedro Pantoja, Alcaide-Mor do Castelo de Santiago do Cacém e Comendador de Santiago do Cacém na Ordem de Santiago, Alcaide-Mor do Castelo de Tavira e Comendador de Tavira, Chefe dos Pantoja em Portugal, e de sua mulher Margarida de Sousa

Irmão de: 
- Madalena Furtado de Mendonça (- Madrid, 1648), segunda mulher em Jerez de los Caballeros, San Bartolomé, a 29 de Junho de 1622 de Gabriel de Silva y Vargas (Jerez de los Caballeros, San Bartolomé -), 11.° Senhor Consorte das Vilas de Burguillos, la Higuera de Vargas, Valverde e las Atalayas, 8.° Senhor de San Fagundo, etc., viúvo sem geração de sua prima Juana de Vargas y Silva, 11.ª Senhora das Vilas de Burguillos, la Higuera de Vargas, Valverde e las Atalayas, 8.ª Senhora de San Fagundo, etc, que, embora tivesse sucedido a sua primeira mulher por falta de descendência de ambos, é considerado como 11.° e 8.° Senhor e não como 12.° e 9.° Senhor, com geração

Casou primeira vez com: 
- D. Catarina de Melo ou de Meneses, filha herdeira de D. João Telo de Meneses, Senhor do Morgado da Quinta de Oliveira, Comendador de Santa Maria de Ancede, e de sua mulher D. Catarina de Meneses.

Teve: 
- Francisco de Mendonça Furtado (1620-depois de 1673). 6.º e último Alcaide-Mor do Castelo de Mourão na sua família, Alcaide-Mor do Castelo de Santiago do Cacém, Comendador de São Vicente de Vila Franca de Xira e Comendador de São Pedro de Pinhel, Governador e Capitão-General de Mazagão, Governador das Armas de Castelo Branco. Foi cabeça da conspiração de 1673, que visava repôr D. Afonso VI no trono usurpado por seu irmão o Infante D. Pedro, foi sentenciado à morte e foram confiscados os seus bens. Conseguiu, no entanto, fugir para Espanha, onde viveu até ao seu falecimento, usando o título de 1.° Marquês de Torre de Almendralejo, depois de 1.° Marquês de Fregenal de la Sierra, com que, a 24 de Fevereiro e a 3 de Julho respectivamente de 1668, havia sido agraciado pela Rainha Viúva D. Maria Ana de Áustria, Regente da Coroa de Espanha em nome do Rei D. Carlos II de Espanha, e exercendo o cargo de Regedor de Fregenal de la Sierra. Casou com Isabel de Melo, filha de Francisco de Melo, Monteiro-Mor do Reino, e de sua mulher Luísa de Mendonça, sem geração. No entanto, teve uma filha bastarda de D. Maria de Melo, filha de D. Paulo de Moura e de sua mulher Brites de Melo e descendente por duas linhas, uma delas matrilineal, de Jerónimo de Albuquerque e de Maria do Espírito Santo Arcoverde, de seu nome Maior Luísa de Mendonça, que casou com João de Almada e Melo, Senhor de Vila Nova de Souto d'El-Rei, Alcaide-Mor do Castelo de Palmela, Senhor do Morgado dos Olivais, Comissário de Cavalaria da Beira, com geração, tendo sido os avós maternos de Sebastião José de Carvalho e Melo, 1.º Marquês de Pombal, 1.º Conde de Oeiras, e ascendentes, entre outros, de Francisco Correia de Herédia, 1.º Visconde da Ribeira Brava, Isabel Inês de Castro Curvelo de Herédia, Manuel de Herédia Caldeira Cabral e Inês de Herédia Cordovil de Noronha Sanches

Casou segunda vez com: 
- Antónia de Mendonça e Albuquerque, filha e sucessora de Jerónimo Manoel, "o Bacalhau", Comendador de São Miguel de Traviscoso e Comendador de São Martinho da Amoreira, Capitão-Mor da Armada da Índia, Porteiro-Mor do Rei D. Filipe I, e de sua mulher Maria de Mendonça e Albuquerque, 4.ª Senhora do Morgado dos Albuquerque (de Afonso de Albuquerque), depois chamado da Bacalhoa (Azeitão).

Teve: 
- Luís de Mendonça Furtado e Albuquerque (1627-1677), 1.° Senhor Donatário e 1.º Conde de Lavradio (1670), 8.º Senhor do Morgado e Palácio da Bacalhoa, Governador (1661) e Governador e Vice-Rei da Índia (1671-1677), dos Conselho de Estado e do Conselho da Guerra, etc. Faleceu solteiro e sem geração
- Jerónimo de Mendonça Furtado e Albuquerque (1630-1692), Governador e Capitão-General de Pernambuco, Cavaleiro da Ordem Soberana e Militar Hospitalária de São João de Jerusalém, de Rodes e de Malta, combatente das Guerras da Restauração, tendo-se distinguido heroicamente no Combate de Cavalaria de Arronches (1653) e na Batalha do Ameixial (1663), tendo, respectivamente, sido agraciado com uma Comenda e recebido o Governo e Capitania-General de Pernambuco. Foi julgado cúmplice de seu meio-irmão Francisco, acima, por não o ter denunciado como chefe da conspiração de 1673. Por ter recusado sair de Portugal e insistir publica e corajosamente na sua inocência, fez recair sobre si a ira do Infante Regente D. Pedro, que nunca perdoara aos "irmãos Mendonça", como se lhes referia o Padre António Vieira", a sua altivez, o seu poder político e financeiro e, sobretudo, a sua indefectível lealdade ao Rei legítimo, destronado e humilhado. Por todos estas razões, Jerónimo de Mendonça Furtado e Albuquerque foi enviado para a Índia, onde morreu. Entretanto, foram-lhe confiscados os bens livres e foi impedido de suceder a seu irmão Luís nos bens da Coroa e vinculados. O título de Conde de Lavradio reverteu, assim, para a Coroa. Do seu casamento com Ana Henriques, filha de Gil Vaz Lobo e de sua mulher D. Briolanja Henriques, teve geração
- Maria Josefa de Mendonça (- c. 1712), veio a suceder no Morgado da Bacalhoa, por impedimento de seu irmão Jerónimo, casada com Pedro Guedes de Miranda Henriques (- 1687), 10.º Senhor de Murça e Estribeiro-Mor do Reino, com geração
- Nuno de Mendonça Furtado e Albuquerque, Cónego da Sé de Évora